# Monte Plata
Monte Plata ist eine Stadt in der Dominikanischen Republik. Sie ist der Hauptort der Provinz Monte Plata und hat 16.115 Einwohner (Zensus 2010) in der städtischen Siedlung. In der Gemeinde Monte Plata leben 47.893 Einwohner.

## Gliederung
Monte Plata besteht aus vier Bezirken:
- Monte Plata
- Don Juan
- Chirino
- Boyá

## Geschichte
Monte Plata wurde von Bewohnern der Städte Monte Cristi und Puerto Plata gegründet, deren Zerstörung vom spanischen König angeordnet wurde, um den Schmuggel zu bekämpfen, der in dieser Gegend existierte. Die Zerstörung wurde vom Gouverneur der Insel, Antonio Ozorio, durchgeführt. Der Name ist eine Kontamination aus den Namen der beiden Städte Monte Cristi und Puerto Plata. Die Gründer von Monte Plata waren 87 Familien aus den beiden zuvor genannten Städten.